# Santa Teresa (Nicaragua)
Santa Teresa è un comune del Nicaragua facente parte del dipartimento di Carazo.